# Mitsubishi Heavy Industries Football Club 1968
Questa voce raccoglie le informazioni riguardanti il Mitsubishi Heavy Industries nelle competizioni ufficiali della stagione 1968.

## Stagione
Nella stagione 1968 il Mitsubishi Heavy Industries confermò la propria partecipazione in Coppa dell'Imperatore riuscendo, grazie a un girone di ritorno con media da capolista, a prevalere sulle altre candidate all'accesso alla competizione nazionale. In quella stessa competizione la squadra raggiunse per il secondo anno consecutivo la finale, perdendola contro lo Yanmar Diesel.

## Maglie e sponsor
Le divise di colore blu, assieme alle alternative a maglia bianca, vengono confermate.
| Manica sinistra · Maglietta · Manica destra · Pantaloncini · Calzettoni | Manica sinistra · Maglietta · Manica destra · Pantaloncini · Calzettoni |  |

## Rosa
| N. |                     | Ruolo | Calciatore       |
| -- | ------------------- | ----- | ---------------- |
|    | Giappone (bandiera) | P     | Kenzō Yokoyama   |
|    | Giappone (bandiera) | D     | Hiroshi Katayama |
|    | Giappone (bandiera) | D     | Yoshio Kikugawa  |
|    | Giappone (bandiera) | D     | Tadao Ōnishi     |
|    | Giappone (bandiera) | D     | Hiroshi Shioya   |
|    | Giappone (bandiera) | C     | Motoaki Inukai   |
|    | Giappone (bandiera) | C     | Takaji Mori      |
|    | Giappone (bandiera) | C     | Masakuni Morita  |

| N. |                     | Ruolo | Calciatore          |
| -- | ------------------- | ----- | ------------------- |
|    | Giappone (bandiera) | C     | Kenji Okubo         |
|    | Giappone (bandiera) | C     | Sekitani            |
|    | Giappone (bandiera) | C     | Yasuo Shimizu       |
|    | Giappone (bandiera) | A     | Hiroshi Ninomiya    |
|    | Giappone (bandiera) | A     | Ryūichi Sugiyama    |
|    | Giappone (bandiera) | A     | Hiroshi Yamada      |
|    | Giappone (bandiera) | A     | Yoshitaka Takahashi |
|    | Giappone (bandiera) | A     | Yoshikazu Nakanishi |

## Statistiche

### Statistiche di squadra
| Competizione          | Punti | Totale | Totale | Totale | Totale | Totale | Totale | DR  |
| Competizione          | Punti | G      | V      | N      | P      | Gf     | Gs     | DR  |
| --------------------- | ----- | ------ | ------ | ------ | ------ | ------ | ------ | --- |
| Japan Soccer League   | 18    | 14     | 7      | 4      | 3      | 25     | 18     | +7  |
| Coppa dell'Imperatore | -     | 3      | 2      | 0      | 1      | 9      | 4      | +5  |
| Totale                | -     | 17     | 9      | 4      | 4      | 34     | 22     | +12 |